# Goleta Carmen (1815)
La goleta Carmen fue un buque mercante argentino utilizado como transporte en las guerras civiles.

## Historia
El mercante del tráfico fluvial Carmen de 48 t de porte fue fletado por el Directorio en abril de 1815 para transportar tropas desde San Nicolás de los Arroyos a la provincia de Santa Fe con vistas a intervenir en la lucha de Buenos Aires contra la Liga Federal.
Al mando del patrón José Terbery, con una tripulación de 5 marineros, y escoltada por embarcaciones de guerra, la Carmen transportó tropas del coronel José María Cortina al frente, cobrando un flete de $2000.